# ساختمان پارلمان بریتیش کلمبیا
ساختمان پارلمان بریتیش کلمبیا (انگلیسی: British Columbia Parliament Buildings) در شهر ویکتوریا مرکز استان بریتیش کلمبیا در کانادا واقع شده و محل مجلس قانونگذاری این استان است.

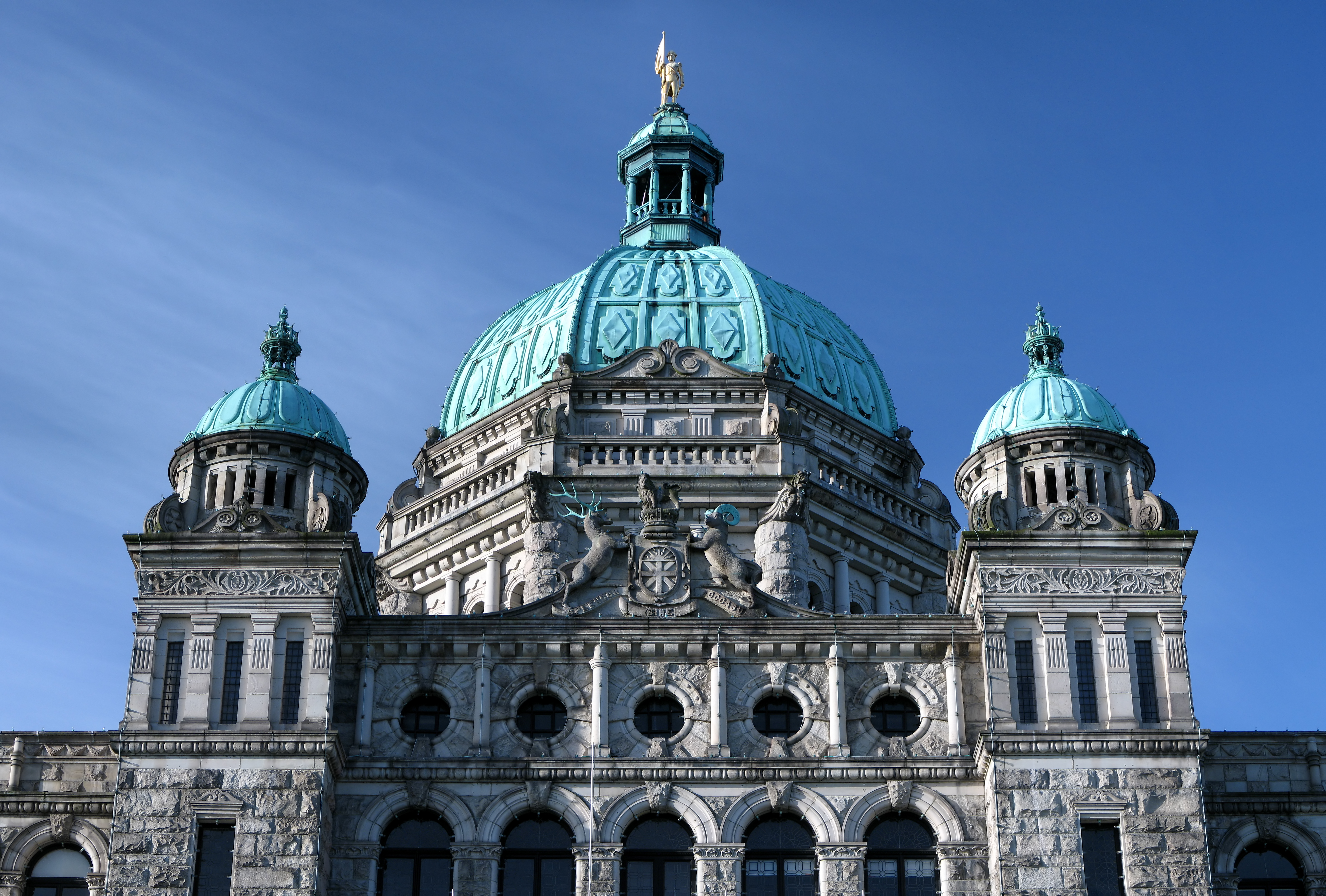
گنبد اصلی ساختمان پارلمان با مجسمه پوشیده شده از طلا از کاپیتان جورج ونکوور در راس.

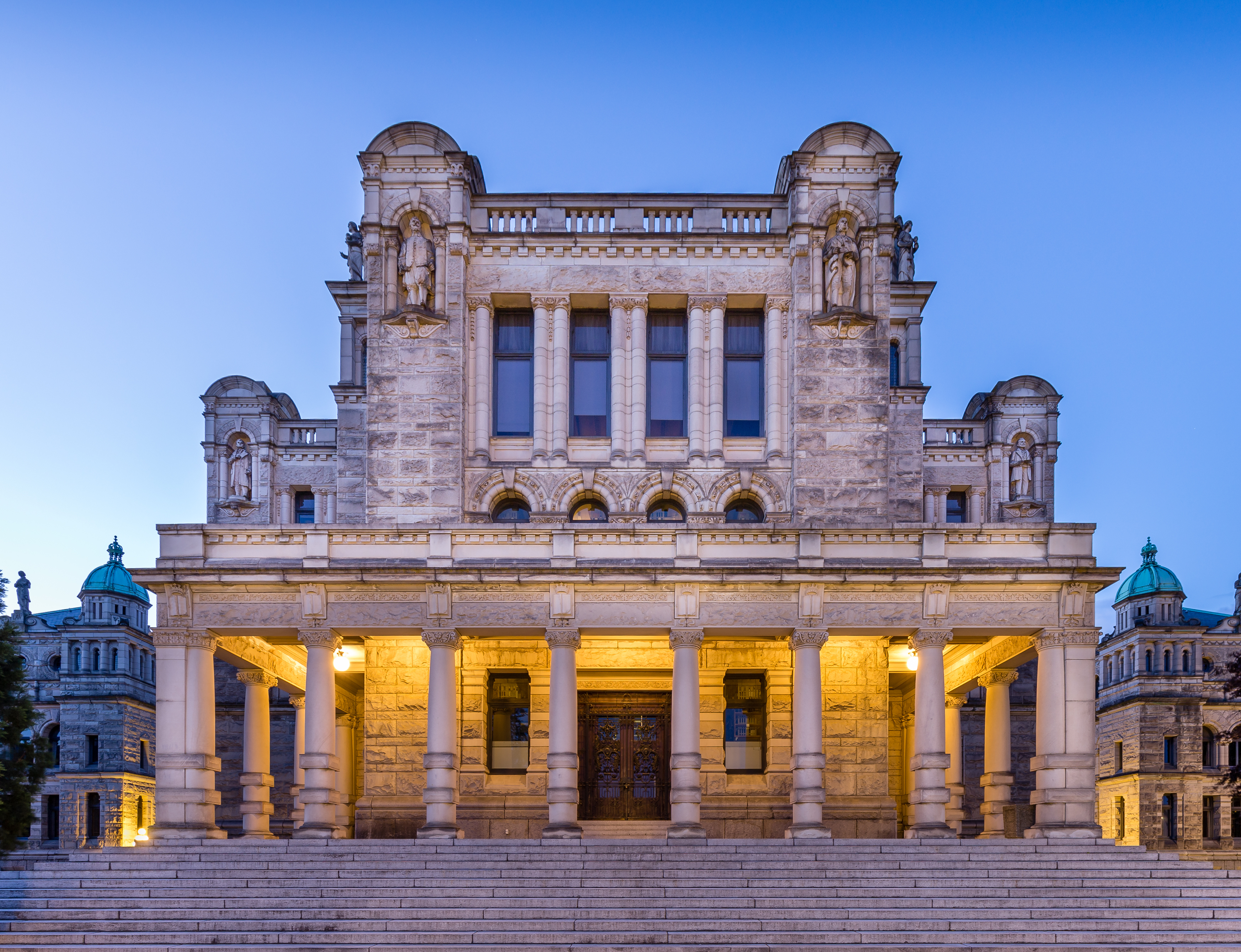
نگاره‌ای از نمای پُشتِ ساختمان پارلمان بریتیش کلمبیا. این ساختمان به شمارهٔ ۱۶۳۴ در فهرست آثار ملی و فرهنگی کانادا به ثبت رسیده‌است.

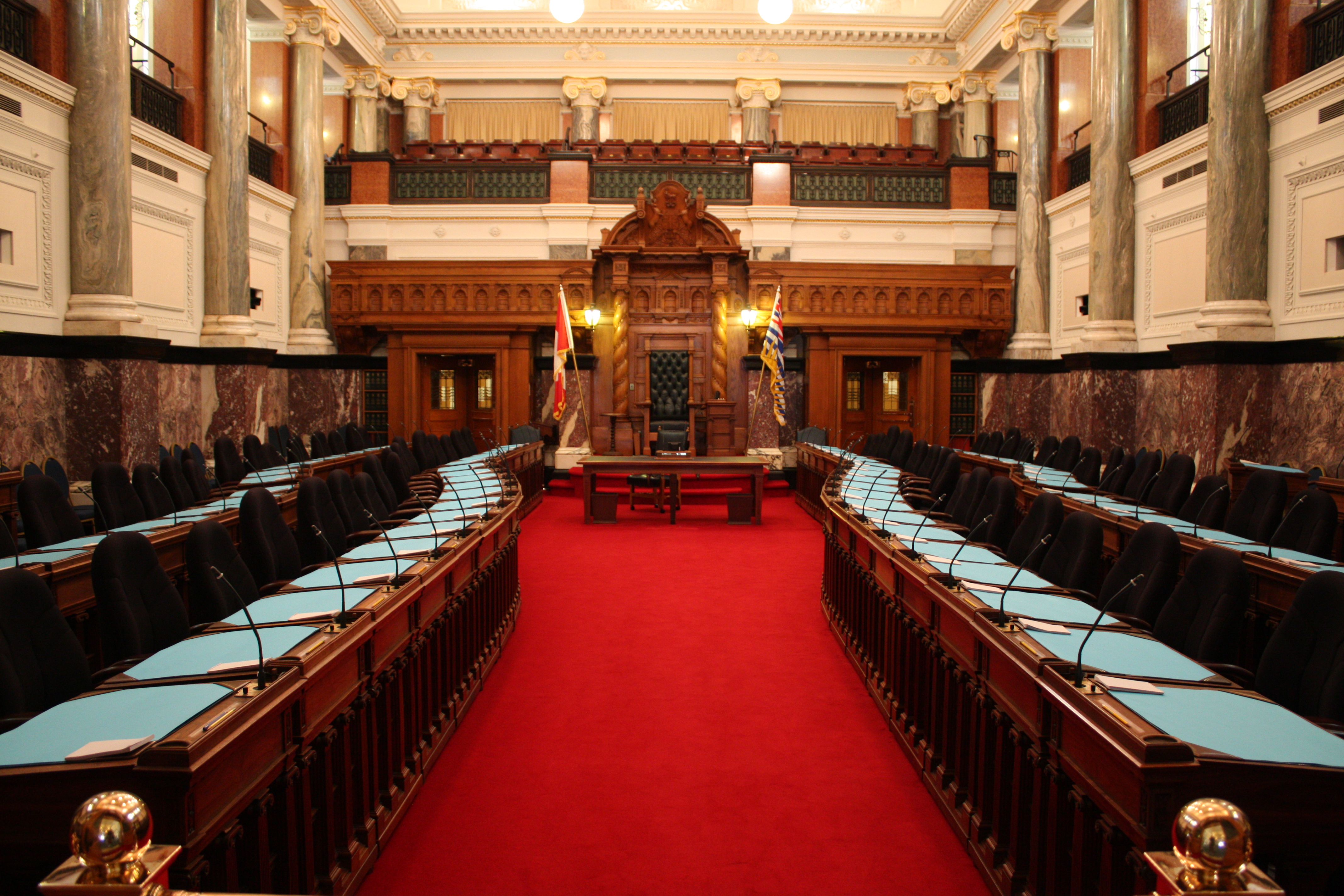
تالار مجلس در داخل ساختمان مجلس

## تاریخچه
از سال ۱۸۵۶ تا ۱۸۶۰، قانون گذاری کلنی جزیره ونکوور در «فورت ویکتوریا» در سال ۱۸۵۶ افتتاح شد. از ۱۸۶۰ تا ۱۸۹۸، در اولین ساختمان دائمی در تالار قانون گذاری یا دادگاه شورای قانونگذاری، یک ساختمان چوبی دو طبقه با چهار ساختمان دیگر (اداره زمین، دفتر استعمار، دیوان‌عالی و خزانه‌داری) به دلیل شکل آن‌ها (سوزانده شد) قرار داشت.

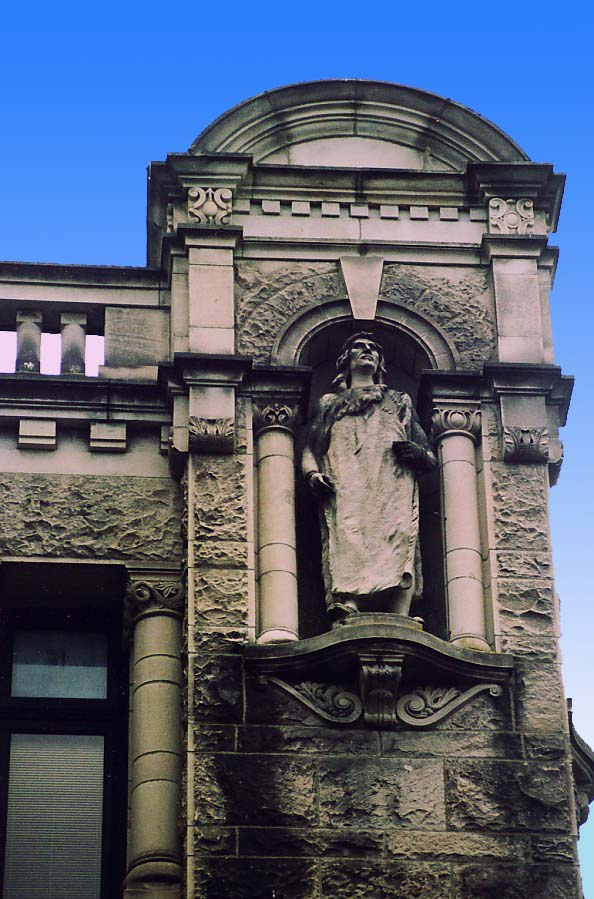
مجسمه رئیس ماکینا ساخته شده توسط چارلز مارگا

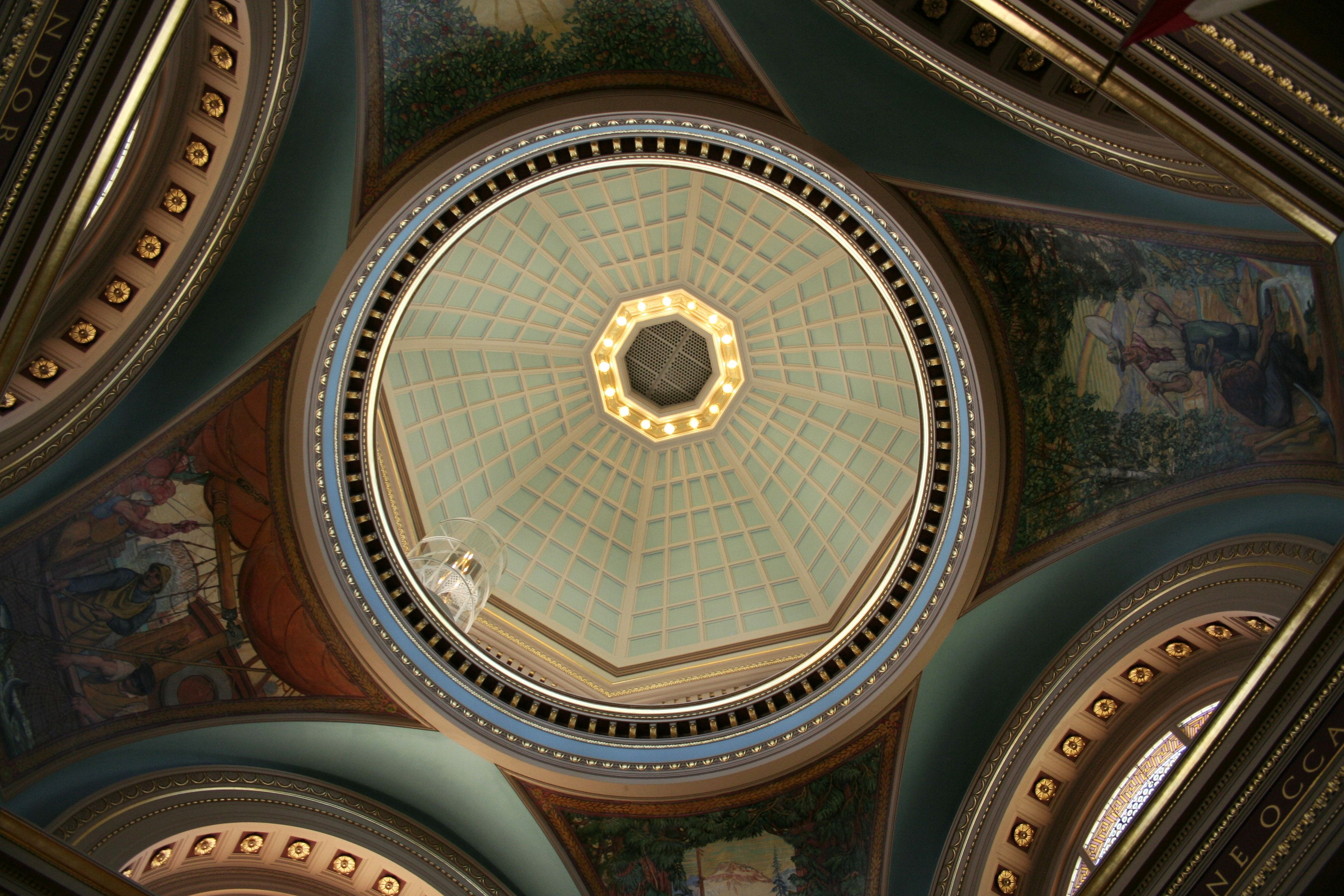
گنبد ساختمان پارلمان بریتیش کلمبیا

## برنامه مجسمه‌سازی بیرونی
برنامه مجسمه‌سازی نمای بیرونی ساختمان پارلمان توسط کتابدار استان، E.O.S. شولفیلد طراحی شده و توسط چارلز مارگا و دستیار وی برنارد کاریر اجرا گردید. مارگا در نمای بیرونی کتابخانه ۱۴ چهره ایجاد کرد: رئیس ماکینا، کاپیتان جورج ونکوور، سر متیو بیلی بیگبی، دکتر جان مک لوفلین، هون. جان سباستین هلمن، کاپیتان جیمز کوک، سر جیمز داگلاس، سر فرانسیس دریک، سر الکساندر مک کنزی، سیمون فریزر، لرد لایتون، سر آنتونی موسگریو، دیوید تامپسون و سرهنگ آر. سی مودی و همچنین دوازده مجسمه از زنان، به صورت سه تایی در اطراف هر چهار گنبد ساختمان ساخته شده‌است.

## جنجال نقاشی دیواری
در سال ۱۹۳۲ جورج ساوتول مأمور شد که نقاشی‌های دیواری را در روتوندا به تصویر بکشد که او نیز بخشی از تاریخ بریتیش کلمبیا از ۱۷۹۲ تا ۱۸۴۳ را به تصویر کشید. کشیدن این اثر سه سال طول کشید. چند دهه بعد، جنجال بر سر تصاویر افراد بومی ساحل غربی که در نقاشی‌های دیواری کشیده شده‌بود، درگرفت و مطرح شد که این تصاویر در دوران مدرن تحقیرکننده تلقی می‌شود. به عنوان نمونه یکی از نقاشی‌های دیواری، با عنوان کار، زنان بی سر و پا را برهنه ترسیم کرده بود، در حالی که یک مرد سفیدپوست آنها تماشا می‌کند.